# Xarxa neuronal de polsos

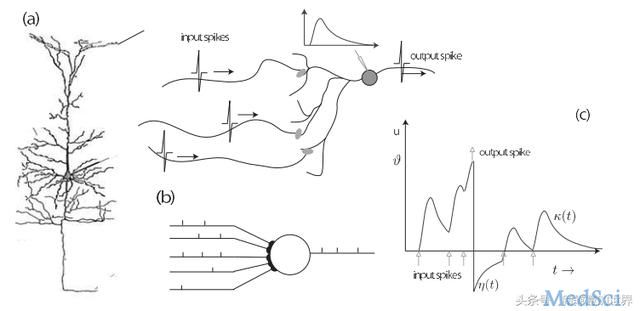
Model de neurona polsada.

Les xarxes neuronals de polsos (amb acrònim anglès SNN) són xarxes neuronals artificials que imiten més de prop les xarxes neuronals naturals. A més de l'estat neuronal i sinàptic, els SNN incorporen el concepte de temps al seu model operatiu. La idea és que les neurones de la SNN no transmeten informació a cada cicle de propagació (com passa amb les xarxes de perceptrons multicapa típiques), sinó que transmeten informació només quan un potencial de membrana– una qualitat intrínseca de la neurona relacionada amb la seva càrrega elèctrica de membrana – arriba a un valor específic, anomenat llindar. Quan el potencial de membrana arriba al llindar, la neurona es dispara, i genera un senyal que viatja a altres neurones que, al seu torn, augmenten o disminueixen els seus potencials en resposta a aquest senyal. Un model de neurona que s'activa en el moment de creuar el llindar també s'anomena model de neurona espantada.
El model de neurona d'espiga més destacat és el model d'integració i disparitat amb fuites. En el model d'integració i activació, el nivell d'activació momentània (modelada com una equació diferencial) es considera normalment l'estat de la neurona, amb pics entrants empenyent aquest valor més alt o més baix, fins que l'estat finalment decai o, si el disparament. s'arriba al llindar: la neurona s'encén. Després de disparar, la variable d'estat es restableix a un valor inferior.
Existeixen diversos mètodes de descodificació per interpretar el tren de pics de sortida com un nombre de valor real, basant-se en la freqüència dels pics (codi de velocitat), el temps fins al primer pic després de l'estimulació o l'interval entre pics.
En principi, les SNN es poden aplicar a les mateixes aplicacions que les ANN tradicionals. A més, els SNN poden modelar el sistema nerviós central d'organismes biològics, com ara un insecte que busca menjar sense coneixements previs del medi. A causa del seu realisme relatiu, es poden utilitzar per estudiar el funcionament dels circuits neuronals biològics. Partint d'una hipòtesi sobre la topologia d'un circuit neuronal biològic i la seva funció, els enregistraments d'aquest circuit es poden comparar amb la sortida del SNN corresponent, avaluant la plausibilitat de la hipòtesi. Tanmateix, hi ha una manca de mecanismes d'entrenament efectius per als SNN, que poden ser inhibidors per a algunes aplicacions, incloses les tasques de visió per ordinador.
A partir del 2019, els SNN es queden per darrere dels ANN en termes de precisió, però la bretxa està disminuint i ha desaparegut en algunes tasques.
Quan utilitzem SNN per a dades basades en imatges, hem de convertir imatges estàtiques en codificació de trens d'espiga binaris. Tipus de codificacions:
- La codificació temporal genera un pic per neurona en el qual la latència dels polsos és inversament proporcional a la intensitat del píxel.
- La codificació de velocitat converteix la intensitat del píxel en un tren de pics on el nombre de pics és proporcional a la intensitat del píxel.
- La codificació directa utilitza una capa entrenable per generar valor flotant per a cada pas de temps. Tenim una capa d'aprenentatge que converteix cada píxel en un pas de temps determinat en nombre flotant i després s'utilitza el llindar als números flotants generats per veure si seran 1 o 0.
- La codificació de fases codifica la informació temporal en patrons de polsos basats en un oscil·lador global.
- La codificació de ràfegues transmet l'explosió de pics en una durada de temps petita, augmentant la fiabilitat de la comunicació sinàptica entre les neurones.